# Тамбура
Тамбура је жичани инструмент који се развио од инструмента познатог већ у старој култури Месопотамије и Египта.

## Опис
Тамбуре се израђују од дрвета, углавном јавора, а предње даске израђене су од одређених врста четинара које имају изразита резонантна, акустична својства. Врхунски израђени инструменти раде се ручно, по правилу од стране старих мајстора који тајне израде чувају и преносе „с колена на колено“. Познате су Кудликове, Боцанове, Тормине, Гезове тамбуре.
Постоји више врста тамбура: прим, басприм, Е-басприм, контра, чело, бегеш или тамбурашки бас који је сличан контрабасу. Најсличније су гитарама, а по сличном принципу се добија и тон. Технике свирања и начини, разуме се, потпуно се разликују.

## Штимови
Штимови тамбура се разликују.. Постоје два основне врсте штима.. Фаркашев који се претежно користи у западном делу Хрватске, те Сремски штим који је заступљен у Војводини а и преовлађује на свим територијама где се свира тамбура.
Основна разлика између ова два штима је у висини штимања прве жице на појединим инструментима, те се у Фаркашевом штиму прва жица басприма (брача) штимује на Г, те стога тај штим носи и назив Г-штим, док се у Сремском штиму прва жица басприма (брача) штимује на тон А (обично 440-444 херца), па тај штим још носи и назив А-штим.
По инструментима Сремски (А-штим) изгледа овако:
| Прим      | е, х, фис, цис |
| А-басприм | а, е, х, фис   |
| Е-басприм | е, х, фис, цис |
| Контра    | е, х, гис, е   |
| Чело      | а, е, х, фис   |
| Бас       | а, е, х, фис   |

## Тамбурица самица
Тамбурице самице карактеристичне су за динарску културу. Због своје мелодијско-хармонској природе традиционално се користе као солистички инструменти, због чега се и зову „самице” назив). Чак и када се свирају здружено, све имају исту функцију.

## Познати тамбураши
- Марко Нешић
- Јаника Балаж